# Cimitero di Eklutna
Il Eklutna Village Cemetery (in inglese) è un cimitero indigeno "Denaina" e "Tanaina" (popolazioni Athabaskan native dell'Alaska) a circa 40 chilometri a nord di Anchorage (Alaska). 61°27′38″N 149°21′42″W

## Storia e descrizione del cimitero
Il cimitero, fondato circa 350 anni fa, che si trova all'uscita del miglio 26,5 dell'autostrada Glenn (Glenn Highway), è formato da circa 80 "Casette degli Spiriti" dipinte a colori vivaci. All'entrata del cimitero si trovano due chiese russo-ortodosse. Quella più vecchia è stata costruita intorno al 1870 (o già nel 1830) È il più antico edificio ancora in piedi dell'entroterra di Anchorage.  La nuova chiesa, accanto alla vecchia, è stata costruita nel 1962. Un altare è dedicato a sant'Ermanno, patrono dell'Alaska.
La chiesa e il cimitero testimoniano la difficile unione tra le culture russa ortodossa e quella locale atabasca.

## Alcune immagini

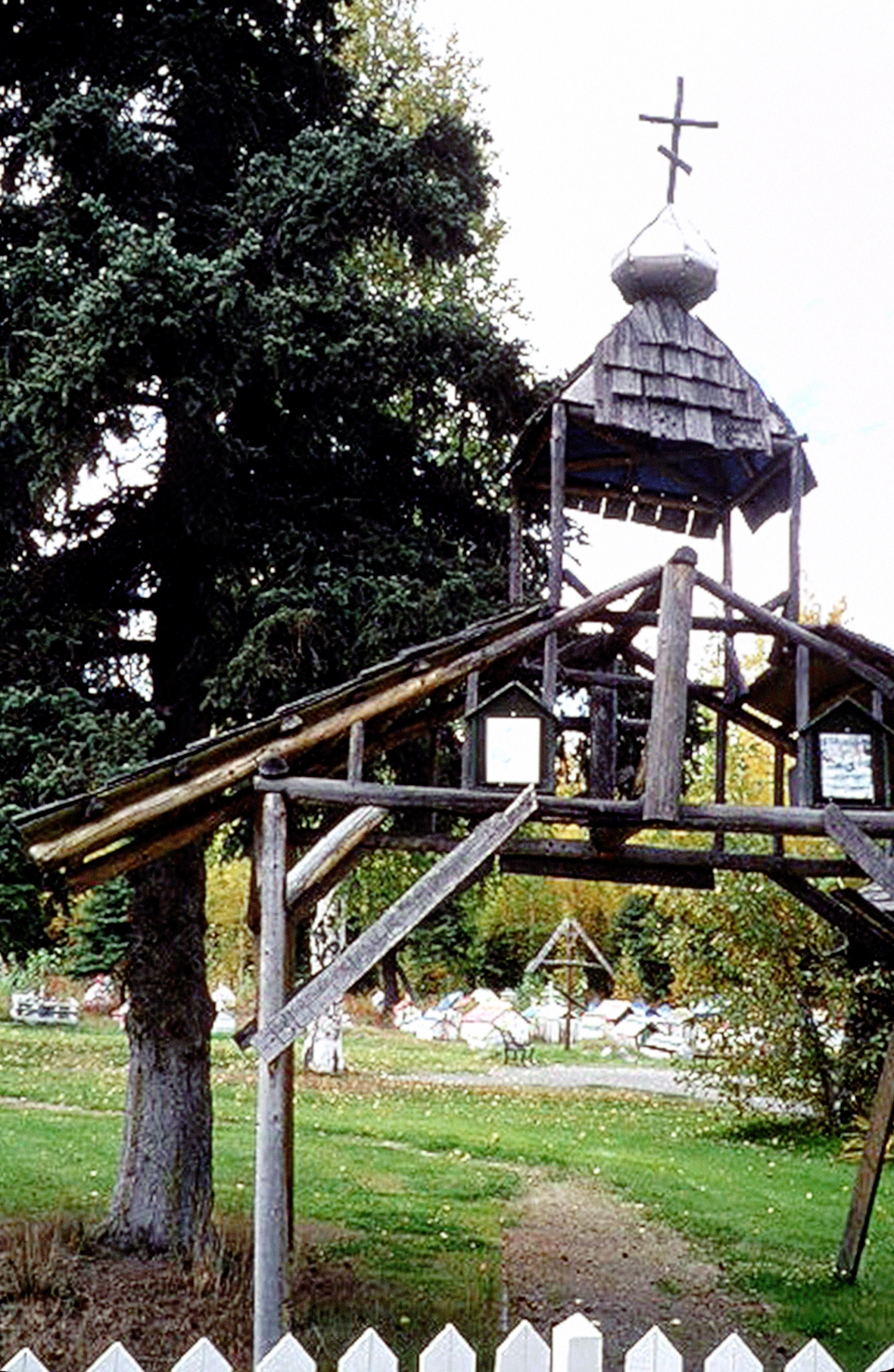
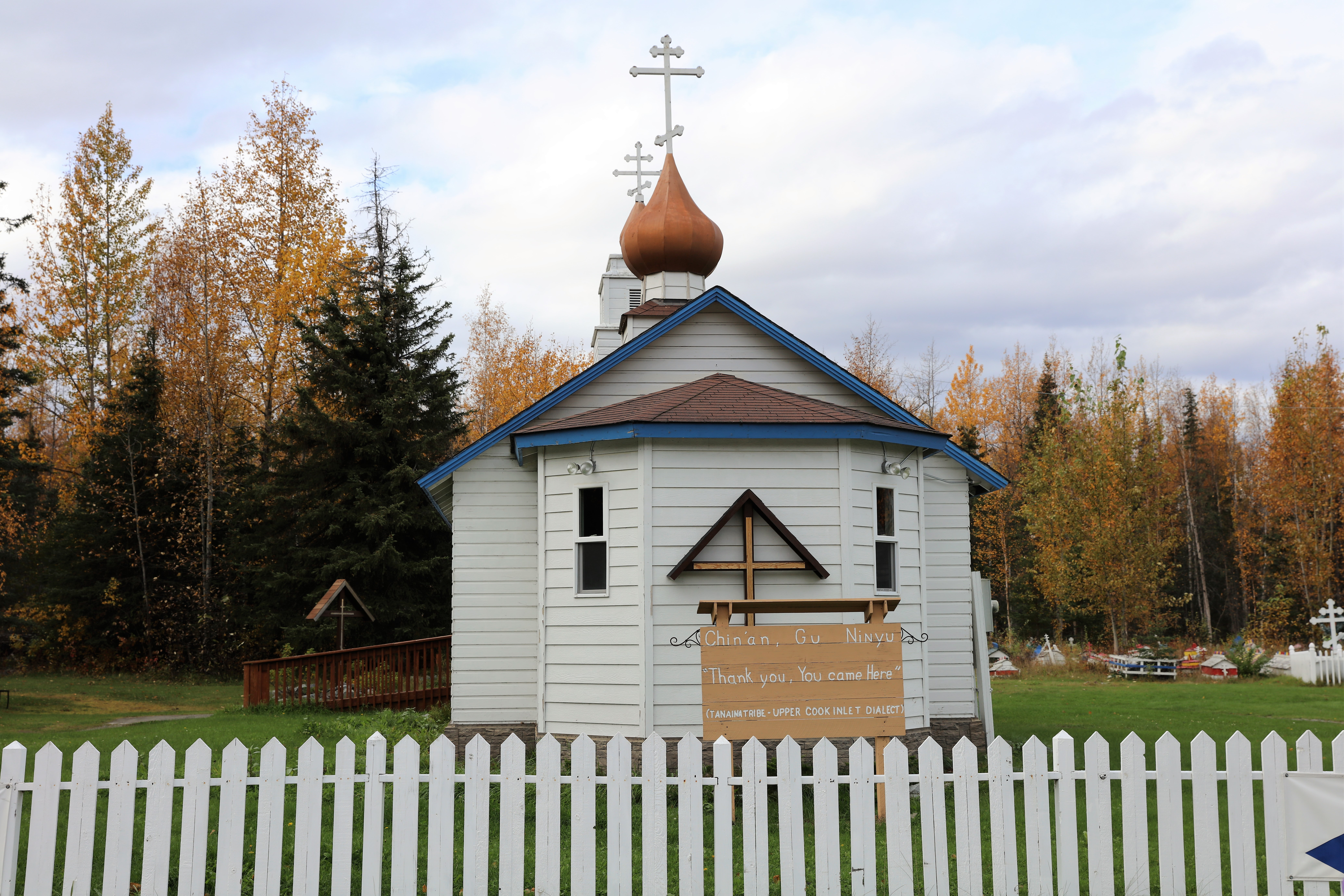
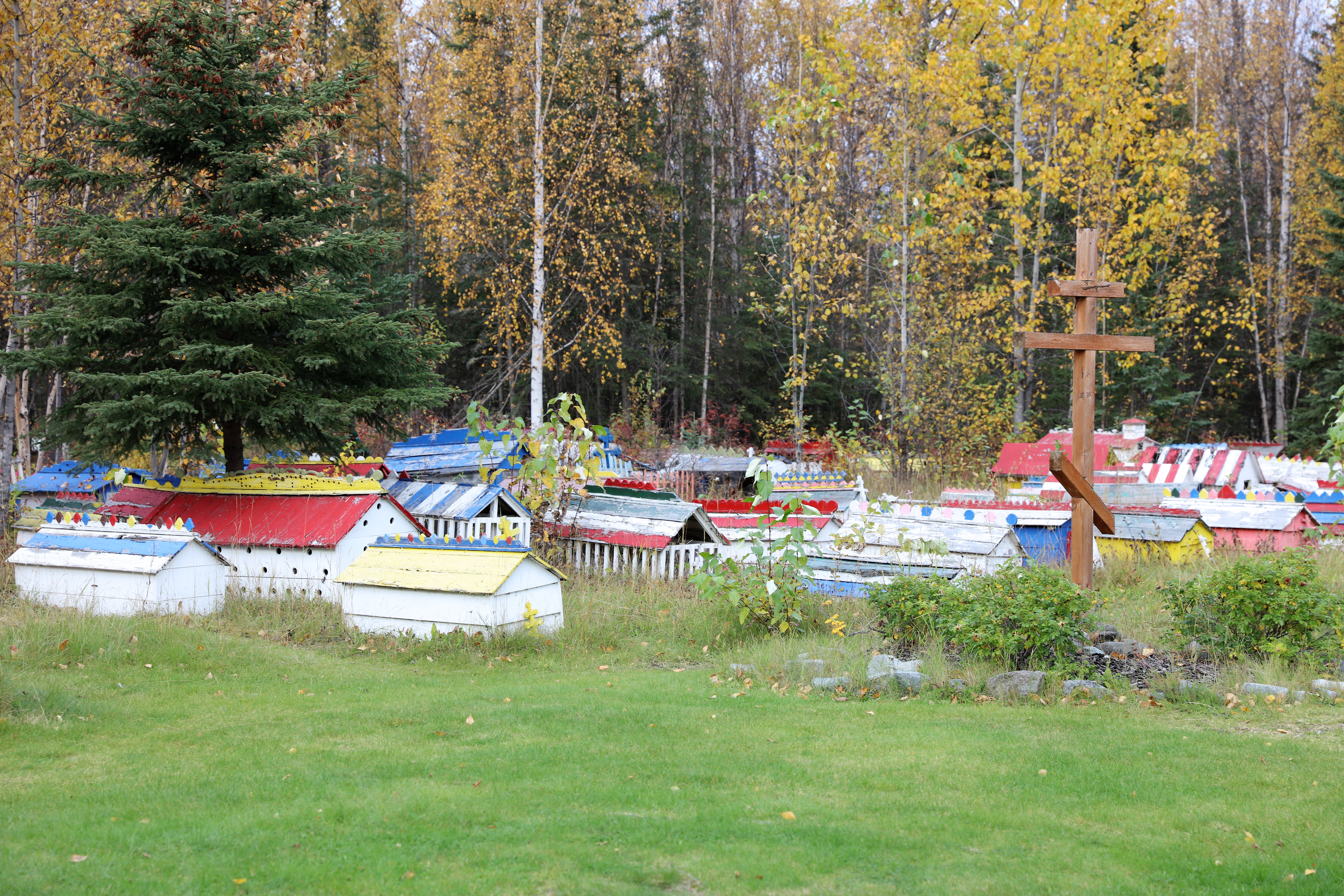
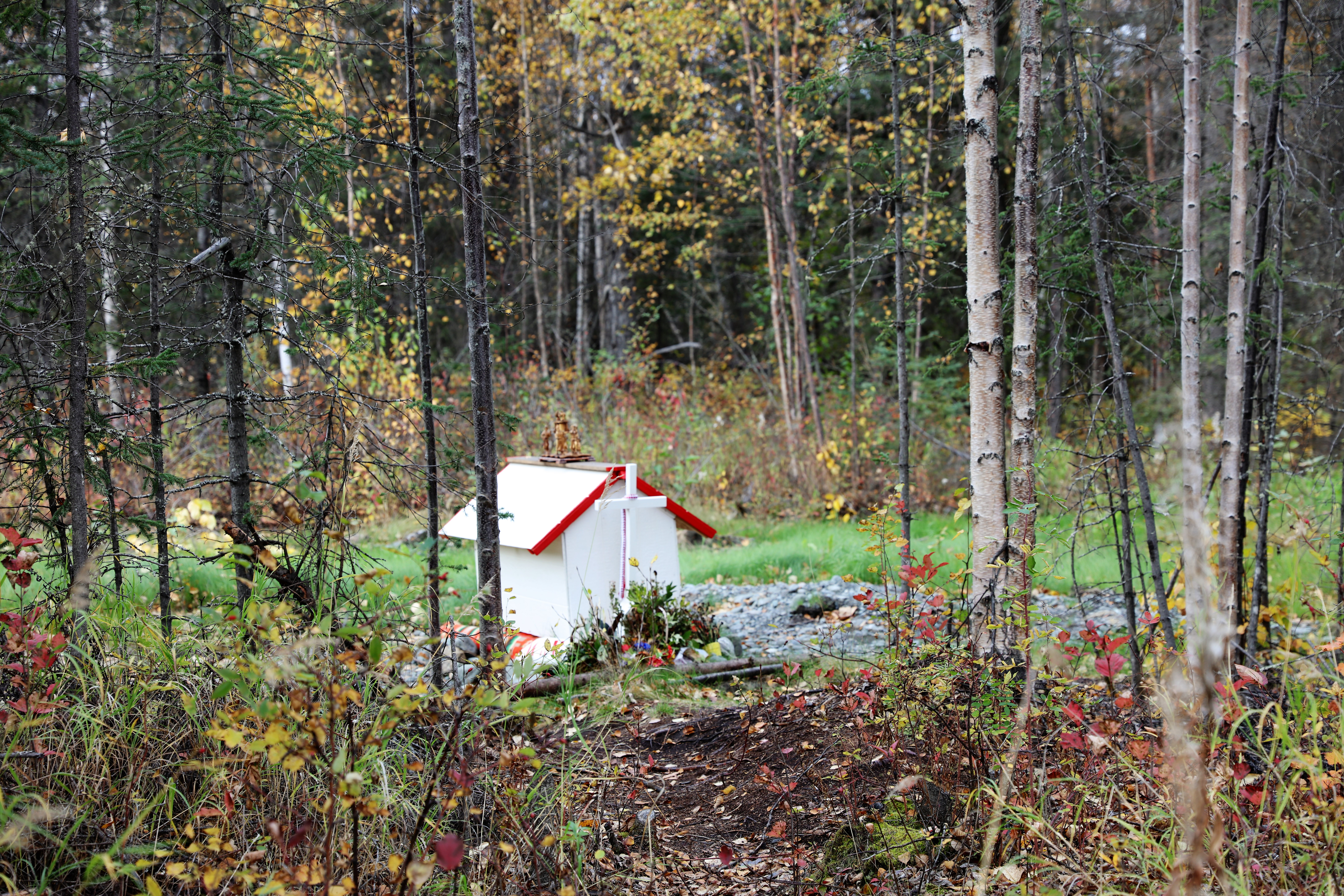
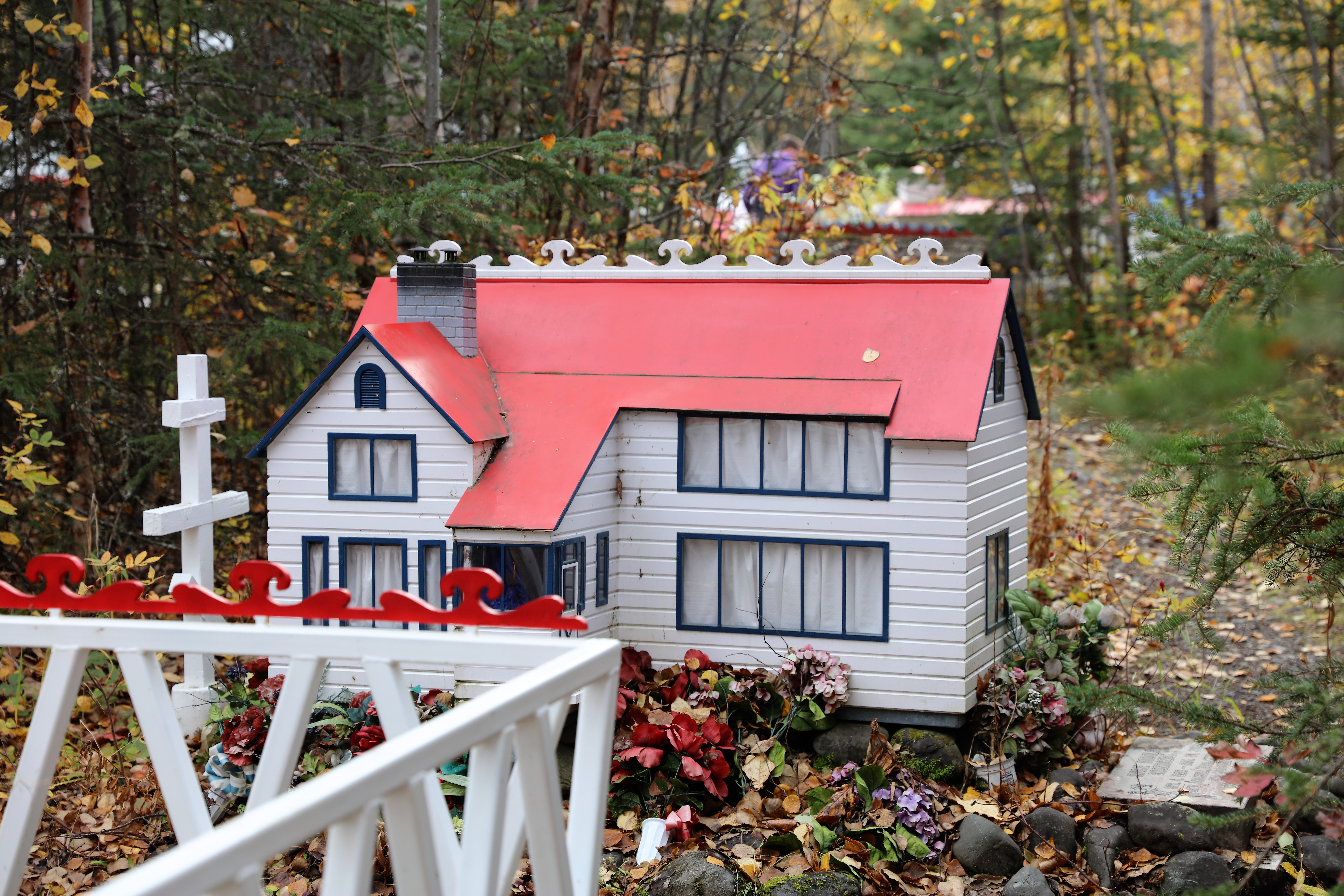